# فرودگاه آبی بندر نانایمو
فرودگاه آبی بندر نانایمو (به انگلیسی: Nanaimo Harbour Water Airport) یک فرودگاه همگانی با کد یاتا ZNA است که یک باند فرود آب دارد. این فرودگاه در کشور کانادا قرار دارد و در ارتفاع ۰ متری از سطح دریا واقع شده‌است.

## شرکت‌های هواپیمایی و مقصدهای پروازی
| شرکت‌های هواپیمایی                       | مقصدهای پروازی                                            |
| --------------------------------------- | --------------------------------------------------------- |
| Harbour Air                             | آبی بندرگاه ونکوور، ونکوور                                |
| Helijet                                 | آبی بندرگاه ونکوور، ونکوور, province-wide medevac service |
| کنمور ایر                               | آبی کنمور                                                 |
| سی‌ایر سی‌پلینز                           | آبی بندرگاه ونکوور، ونکوور                                |
| توفینو ایر اجرا توسط Sunshine Coast Air | سچلت/پرپیس بای واتر چارتر: ونکوور، آبی بندرگاه ونکوور     |
| توفینو ایر                              | چارتر: تافینو هاربر واتر                                  |
| West Coast Air اجرا توسط Harbour Air    | ونکوور، آبی بندرگاه ونکوور                                |